# Filipeștii de Târg
Filipeștii de Târg es una comuna ubicada en el distrito de Prahova, Rumania.

## Superficie
Posee una superficie de 36,69 kilómetros cuadrados.

## Demografía
Hasta 2021 la población era de 7450 habitantes, con una densidad de población de 203,1 habitantes por kilómetro cuadrado.